# Городское поселение Правдинский
Городское поселение Правдинский — упразднённое муниципальное образование (городское поселение) в Пушкинском муниципальном районе Московской области России.
Административным центром был рабочий посёлок Правдинский.

## История
Образовано в ходе муниципальной реформы, в соответствии с Законом Московской области от 08.02.2005 года № 37/2005-ОЗ «О статусе и границах Пушкинского муниципального района и вновь образованных в его составе муниципальных образований».
6 мая 2019 года все городские и сельские поселения Пушкинского муниципального района упразднены и объединены в новое единое муниципальное образование — Пушкинский городской округ.
Глава городского поселения — Фёдоров Кирилл Фёдорович. Адрес администрации: 141260, Московская область, Пушкинский район, пгт Правдинский, Степаньковское ш., д. 17.

## Население
| 2006    | 2007    | 2008    | 2009    | 2010    | 2011    | 2012    | 2013    |
| ------- | ------- | ------- | ------- | ------- | ------- | ------- | ------- |
| 12 807  | ↘12 767 | ↗12 974 | ↗13 119 | ↘12 937 | ↘12 816 | →12 816 | ↗12 824 |
| 2014    | 2015    | 2016    | 2017    | 2018    | 2019    |         |         |
| ↘12 744 | ↗12 827 | ↘12 642 | ↘12 607 | ↘12 377 | ↘12 318 |         |         |

## География
Расположено в юго-западной части Пушкинского района. Граничит с сельским поселением Ельдигинским, городскими поселениями Зеленоградский, Лесной и Пушкино. Площадь территории городского поселения — 2021 га.

## Состав городского поселения
В состав городского поселения входят рабочий посёлок Правдинский и три населённых пункта упразднённой административно-территориальной единицы — Братовщинского сельского округа:
| № | Населённый пункт | Тип населённого пункта                  | Население |
| - | ---------------- | --------------------------------------- | --------- |
| 1 | Братовщина       | село                                    | ↗1394     |
| 2 | Зелёный Городок  | посёлок                                 | ↘914      |
| 3 | Костино          | деревня                                 | ↗42       |
| 4 | Правдинский      | рабочий посёлок, административный центр | ↘9897     |